# 努拉巴德 (法爾斯省)
努拉巴德（波斯語：‎）是伊朗的城市，位於該國南部札格羅斯山脈東南部，由法爾斯省負責管轄，距離首府設拉子105公里，海拔高度946米，2006年人口51,668。